# انجمن آموزش شغلی و فنی

## انجمن آموزش شغلی و فنی (ACTE)

### درباره ACTE
انجمن آموزش شغلی و فنی (ACTE) بزرگ‌ترین انجمن ملی آموزشی در ایالات متحده است که به پیشرفت آموزش‌هایی که برای مشاغل آماده می‌کنند، اختصاص دارد. این انجمن متعهد به ارتقای عملکرد شغلی و رضایت اعضای خود، افزایش آگاهی و تقدیر عمومی از آموزش شغلی و فنی (CTE)، و تضمین رشد در تأمین مالی محلی، ایالتی و فدرال برای این برنامه‌ها از طریق ارتباط و همکاری با قانون‌گذاران و رهبران دولتی است.

### عضویت
عضویت در ACTE شامل بیش از ۲۷،۰۰۰ نفر از مربیان شغلی و فنی، مدیران، پژوهشگران، مشاوران راهنمایی و سایر افرادی است که در برنامه‌ریزی و اجرای برنامه‌های آموزش شغلی و فنی در سطوح متوسطه و پس از متوسطه مشارکت دارند. رهبری ACTE یک هیئت مدیره داوطلب است که توسط اعضای انجمن در یک انتخابات سالانه انتخاب می‌شود. افسران هیئت مدیره شامل رئیس، رئیس‌انتخابی و رئیس‌سابق می‌باشند. ACTE نشریاتی تولید می‌کند که شامل گزارش‌های موضوعی در مورد مسائلی مانند بهبود مهارت‌های سوادآموزی دانش‌آموزان در زمینه یادگیری مهارت‌های عملی است.

### سیاست و حمایت
یکی از نقش‌های حیاتی ACTE نمایندگی حوزه آموزش شغلی و فنی از طریق فعالیت‌های حمایتی، از جمله لابی‌گری مستقیم، ارتباطات رسانه‌ای و افزایش آگاهی عمومی است. این کار ارزش CTE و سیاست‌های مورد نیاز برای حمایت از مربیان CTE، پیشرفت این حوزه و بهبود یادگیری دانش‌آموزان را ترویج می‌کند.

### کنفرانس CareerTech VISION
ACTE میزبان و شرکت‌کننده در طیف گسترده‌ای از رویدادها در طول سال است. مهم‌ترین این رویدادها کنفرانس سالانه انجمن با نام CareerTech VISION است. CareerTech VISION طراحی شده است تا یک جزء اساسی از برنامه یادگیری حرفه‌ای کلی مربیان باشد. قالب VISION برای برآورده کردن نیازهای رشد حرفه‌ای فردی و هماهنگی با برنامه‌های بهبود استراتژیک مؤسسه‌ای ایجاد شده است. شرکت‌کنندگان با استفاده از طیف گسترده‌ای از همکاری‌های بین‌المللی و ارتباطات قدرتمند با کسب و کار و صنعت به عمق بیشتری می‌پردازند و بیشتر دستاورد دارند.

### سمینار سیاست ملی
سمینار سیاست ملی که هر بهار برگزار می‌شود، میزبان بیش از ۴۰۰ نفر از مربیان شغلی و فنی، مدیران و شرکا است که گرد هم می‌آیند تا حمایت خود را از CTE در کاپیتول هیل نشان دهند. شرکت‌کنندگان درباره اولویت‌های سیاست فدرال و فعالیت‌های قانونی پیش رو می‌آموزند و به سیاست‌گذاران کمک می‌کنند تا ارتباطی بین CTE و بسیاری از چالش‌های کلیدی کشور از جمله نرخ ترک تحصیل، دسترسی و تکمیل تحصیلات پس از متوسطه، شکاف مهارتی، بیکاری و بیشتر برقرار کنند.